# Hans von Ahlfen

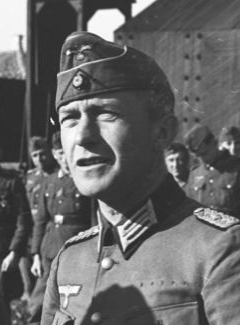
Hans von Ahlfen als Oberstleutnant im Jahre 1942

Hans von Ahlfen (* 20. Februar 1897 in Berlin; † 11. September 1966 in Oberndorf am Neckar) war ein deutscher Generalmajor, der am Ende des Zweiten Weltkrieges durch die Verteidigung der Festung Breslau Bekanntheit erlangte. Nach dem Krieg betätigte er sich als Autor verschiedener Aufsätze und Bücher.

## Leben

### Frühe Dienstjahre
Ahlfen trat am 17. August 1914 zu Beginn des Ersten Weltkriegs als Freiwilliger in das Pionier-Ersatz-Bataillon Nr. 2 der Preußischen Armee ein. Am 20. Oktober 1914 wurde er dann zur 2. Kompanie des Pommerschen Pionier-Bataillons Nr. 2 ins Feld überwiesen und dort am 22. März 1915 mit Patent vom 12. November 1914 zum Leutnant befördert. In der Folgezeit fungierte er als Adjutant beim Kommandeur der Pioniere im Oberkommando der „Süd-Armee“, der „Bug-Armee“ und ab dem 1. August 1916 beim General der Pioniere 10. Nach einigen kurzen anderen Verwendungen ab Februar 1918 kam Ahlfen am 15. April 1918 zum Kommandeur der Panzerzüge der Ostsee-Division.
Bis zum Frühjahr 1921 blieb Ahlfen Führer verschiedener Panzerzüge (Nr. 21, 30, 44) und wurde als Berufssoldat in die Reichswehr übernommen. Anschließend wurde er zu einigen Kompanien und zur Infanterieschule nach München kommandiert. Zwischen dem 1. Oktober 1922 und dem 31. Dezember 1928 fand er wieder Verwendung im 2. (Preußisches) Pionier-Bataillon, nur kurz unterbrochen durch seine Versetzung in das 5. (Preußisches) Reiter-Regiment (1923–25). Während dieser Zeit war Ahlfen zur Führergehilfenausbildung beim Stab der 2. Division kommandiert. Danach war er bis Ende Februar 1932 Adjutant des Höheren Pionier-Offiziers im Gruppenkommando 1 und wurde in diesem Zeitraum am 1. März 1931 zum Hauptmann befördert. Es folgten Fortbildungen an der Pionierschule und Verwendungen als Kompaniechef im 5. Pionier-Bataillon sowie im Pionier-Bataillon Münden (benannt nach der Stadt Hann. Münden, dann umbenannt in Pionier-Bataillon 9). Vom 1. August 1935 bis Ende August 1937 war Ahlfen Lehrer an der Kriegsakademie und erlangte nunmehr als Major (Beförderung am 1. Januar 1936) am 1. September 1937 Positionen im Reichskriegsministerium, besonders als Gruppenleiter in der Inspektion der Pioniere.

### Zweiter Weltkrieg

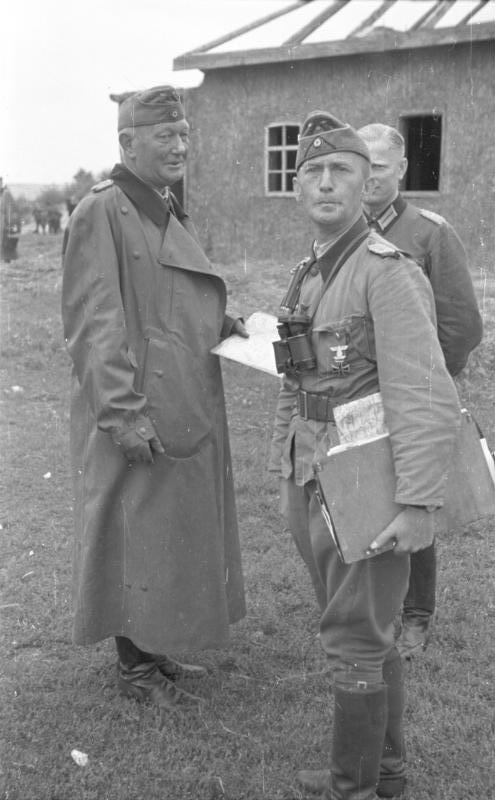
Hans von Ahlfen am 7. September 1941 in Krementschug (Ukraine)

Zu Beginn des Zweiten Weltkrieges erfüllte Ahlfen zunächst eine ähnliche Tätigkeit, unter anderem im Stab des Generals der Pioniere und Festungen beim Oberbefehlshaber des Heeres. Ab dem 1. Juli 1940 übernahm er dann das Kommando über das Pionier-Bataillon 40 (mot.) und ab dem 5. Januar 1942 über den Pionier-Regimentsstab 617 (mot.), und wurde am 1. Februar zum Oberst ernannt. Vom 30. Juli 1942 bis zum 1. Juli 1943 fand er Verwendung im Generalstab der Heeresgruppe Don und war anschließend bis zum 5. Oktober 1944 Pionierführer im Armeeoberkommando Norwegen. Während der sowjetischen Operation Bagration befehligte Ahlfen nur kurz vom 27. Juli bis 16. September 1944 die Pioniere der 9. Armee unter dem General der Panzertruppe Nikolaus von Vormann. Im Oktober 1944 wurde Ahlfen in die Führerreserve versetzt, nahm aber gleichzeitig an einem Lehrgang zum Divisionskommandeur teil und kommandierte ab dem 16. November den Sperrverband von Ahlfen bei der Heeresgruppe Don sowie die Pionier-Brigade 70.

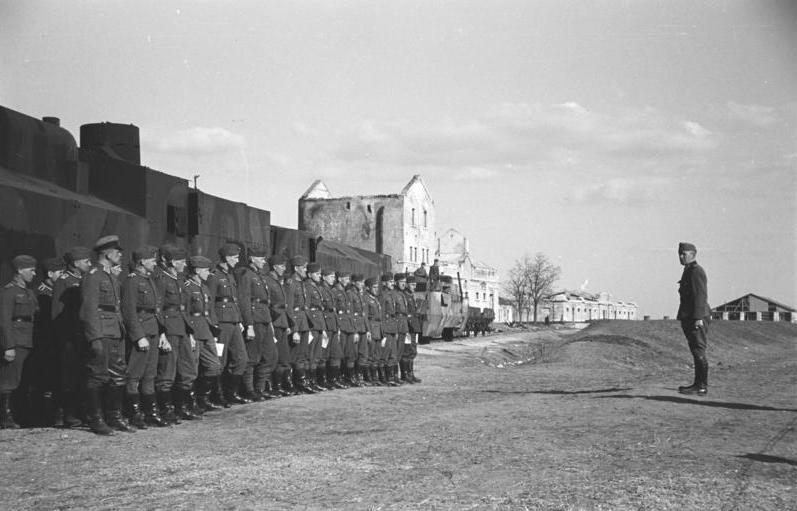
Oberst Hans von Ahlfen bei der Besichtigung eines Panzerzugs, Krim, 1942.

Nach seiner Beförderung zum Generalmajor am 30. Januar 1945 wurde Ahlfen von Generalfeldmarschall Ferdinand Schörner zum Kommandeur der Festung Breslau (2. Februar 1945) anstelle des ursprünglich vorgesehenen Generalmajors Johannes Krause ernannt, der krankgeschrieben war. Die Stadt wurde am 15. Februar 1945 von der Roten Armee eingeschlossen. Während der Verteidigung eignete sich Gauleiter Karl Hanke jedoch weitreichende Kompetenzen an und überwarf sich schließlich mit Ahlfen. Hanke intervenierte direkt bei Hitler und erreichte Ahlfens Ablösung. Am 8. März 1945 übernahm der eingeflogene Hermann Niehoff das Kommando. Niehoff wurde am 1. April zum General der Infanterie befördert. Nach einigen Wochen ohne Verwendung erhielt Ahlfen am 25. März 1945 den Posten als General der Pioniere in der Heeresgruppe B. Am 17. April 1945 geriet er in westalliierte Gefangenschaft, aus der er am 30. Juni 1947 entlassen wurde.

### Autor in der Nachkriegszeit

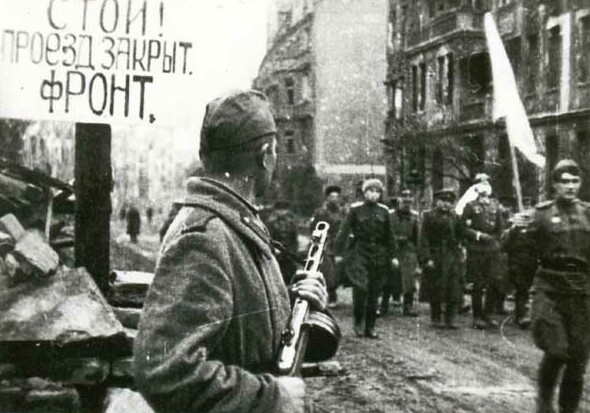
Deutsche Verhandlungsdelegation am 6. Mai 1945 in Breslau

Nach dem Krieg betätigte sich Ahlfen als Autor verschiedener Bücher. Bereits während seiner Zeit als Lehrer an der Kriegsakademie hatte er ein militärisches Lehrbuch „Dienst bei den Pionieren“ (Verlag Detke, Leipzig 1937) verfasst. Nun veröffentlichte er ab den frühen 1950er Jahren weitere theoretische Schriften zum Pionierwesen. Außerhalb des militärischen Fachbereichs wurde von Ahlfen durch seine Schriften zu den Kämpfen um Breslau bekannt, erstmals mit dem 1956 erschienenen Aufsatz „Der Kampf der Festung Breslau“ in der Wehrwissenschaftlichen Rundschau, ein Jahr später gefolgt vom Buch „Der Kampf der Festung Breslau“ (Verlag Ernst Siegfried Mittler, 1957). In den nächsten Jahren beschäftigte er sich zusammen mit Hermann Niehoff, seinem Nachfolger als Festungskommandant, weiterhin mit diesem Thema. Im Jahre 1959 veröffentlichten sie gemeinsam das Buch „So kämpfte Breslau“ (Verlag Gräfe und Unzer, 1959), das ein großer kommerzieller Erfolg wurde, und dem weitere Auflagen folgte. In dem nachfolgenden Band „Kampf um Schlesien“ (Verlag Gräfe und Unzer, 1961) beschrieb Ahlfen den größeren Kontext der Operationen 1945.
Ahlfen starb am 11. September 1966 in Oberndorf am Neckar.